# Elias James Corey
Elias James Corey (* 12. července 1928) je americký chemik.
V roce 1990 obdržel Nobelovu cenu za rozvoj teorie a metodologie organické syntézy.